# Марія Юлія Залеська
Марія Юлія Залеська (пол. Maria Julia Zaleska), при народженні Марія Юлія Перловська (пол. Maria Julia Perłowska, вересень 1831, Медведівка — 10 квітня 1889, Варшава) — польська письменниця-фантастка, авторка пригодницької та дитячої літератури, та перекладачка з англійської і французької мов.

## Біографія
Народилася в учительській сім'ї Перловських. Здобула освіту самостійно. У 1867 році перебралась із чоловіком до Варшави. Писала переважно твори для молоді. Співпрацювала з журналами «Kłosy», «Zorza», «Przyroda i Przemysł» «Kronika rodzinna», а також була редакторкою журналу «Wieczory Rodzinne».

## Найвідоміші твори
Марія Юлія Залеська написала наступні твори: «Четвергові вечори» (пол. Wieczory czwartkowe, 1871 рік), «Мандрівки по небу і Землі» (пол. Wędrówki po niebie i ziemi, 1873 рік), «Нарис світу рослин» (пол. Obraz świata roślinnego, 1875 рік), «Світ тварин у нарисах» (пол. Świat zwierzęcy w obrazkach, 1876 рік), «Листочки і зернятка» (пол. Listki i ziarnka, 1881 рік), «Пригоди малого мандрівника в Татрах» (пол. Przygody małego podróżnika w Tatrach, 1882 рік), «Казка про незгідних королевичів і королеву перлового палацу» (пол. Baśń o niezgodnych królewiczach i królowej perłowego pałacu, 1889 рік), «Дві сестри» (пол. Dwie siostry, 1888 рік); а також видала адаптації творів: «Лісовий житель» (пол. Mieszkaniec puszczy, 1884 рік) за творами Джеймса Фенімора Купера, та «Молодий вигнанець» (пол. Młody wygnaniec, 1889 рік) за творами Р. Рота. Творчість письменниці мала переважно дидактично-виховний характер, а повість «Казка про незгідних королевичів…» відносять до фантастично-пригодницьких творів.
Марія Юлія Залеська також переклала романи «Маленький лорд Фаунтлерой» Френсіс Годґсон Бернет та «Світ догори дригом» Жуля Верна.